# Homer G. Tasker
Homer Gold Tasker (* 19. Februar 1899 in Grant County, South Dakota; † 9. Januar 1990 in Los Angeles, Kalifornien) war ein US-amerikanischer Tontechniker, der zwei Mal für den Oscar in der Kategorie bester Ton nominiert war.

## Leben
Tasker begann seine Laufbahn in der Filmwirtschaft Hollywoods bei den Universal Studios als Tontechniker 1936 bei dem Film Parole! von Filmregisseur Lew Landers und arbeitete bis 1937 an der Herstellung von insgesamt 19 Filmen mit.
Für Drei süße Mädels (Originaltitel: Three Smart Girls, 1936) unter der Regie von Henry Koster mit Deanna Durbin, Nan Grey und Nella Walker in den Hauptrollen war er bei der Oscarverleihung 1937 erstmals für den Oscar in der Kategorie bester Ton nominiert. Eine weitere Nominierung für den Oscar in dieser Kategorie erhielt er 1938 für den Film 100 Mann und ein Mädchen (Originaltitel: One Hundred Men and a Girl, 1937), der ebenfalls unter der Regie Henry Kosters entstanden ist und in dem Deanna Durbin, Adolphe Menjou und Eugene Pallette die Hauptrollen spielten.
Zuletzt arbeitete Tasker 1937 als Tontechniker bei California Straight Ahead! unter der Regie von Arthur Lubin mit John Wayne, Louise Latimer und Robert McWade mit.

## Filmografie (Auswahl)
- 1936: Parole!
- 1936: Yellowstone
- 1936: Mein Mann Godfrey (My Man Godfrey)
- 1936: Magnificent Brute
- 1936: Drei süße Mädels (Three Smart Girls)
- 1937: 100 Mann und ein Mädchen (One Hundred Men and a Girl)
- 1937: California Straight Ahead!